# Eustomias magnificus
Eustomias magnificus är en fiskart som beskrevs av Clarke 2001. Eustomias magnificus ingår i släktet Eustomias och familjen Stomiidae. Inga underarter finns listade i Catalogue of Life.